# Lex Baiuvariorum

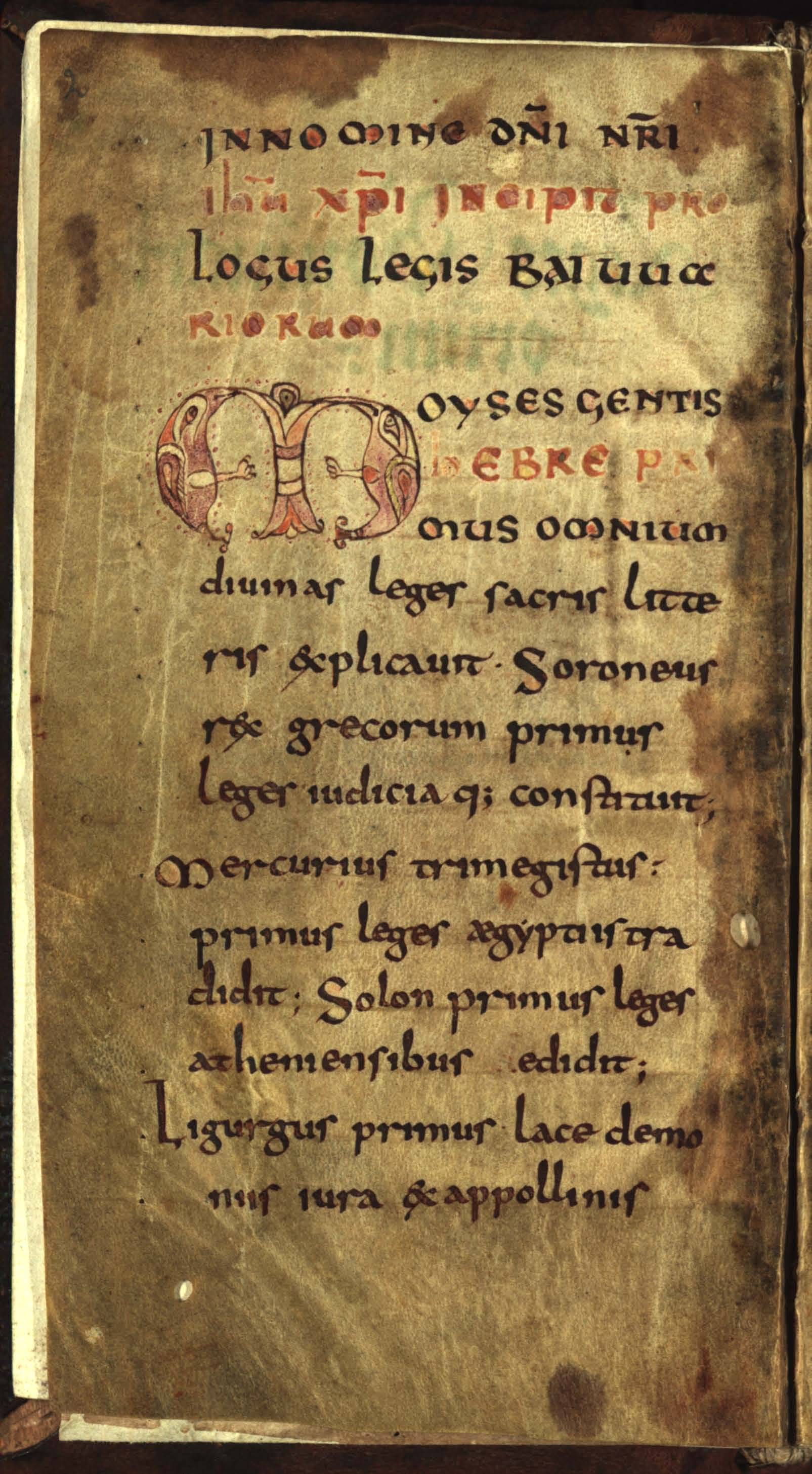
Lex Baiuvariorum, manoscritto dell'inizio del IX secolo, Biblioteca universitaria di Monaco

La Lex Baiuvariorum (anche Lex Baiuwariorum, Lex Bajuvariorum o Lex Baivariorum) era una raccolta di leggi tribali, tra le meglio documentate, dei Bavari redatte in latino risalenti al periodo compreso tra il VI e l'VIII secolo. La prima raccolta fu curata da Eberswind, primo abate di Niederaltaich, nel 741 o 743. Il duca dei Bavari Odilone integrò il codice intorno al 748.

## Storia
Come ha messo in evidenza Wilhelm Störmer, alcuni titoli e intere parti della Lex Baiuvariorum sono identiche ai corrispettivi presenti nel Codice di Eurico e nella Lex Alamannorum, alle quali deve essere cronologicamente successiva. Tuttavia, testi sinodali e il Libro della tradizione di Frisinga indicano che non può essere semplicemente una copia. K. Reindels sostiene che la Lex Baiuvariorum potrebbe essere sviluppata in più fasi, a partire dal regno di Teudeberto I (539–548). In ogni caso, la Lex Baiuvariorum risale indiscutibilmente a un periodo in cui i duchi erano tributari dei re franchi e l'autorità franca era molto forte in Baviera. Subito dopo la rivolta bavara nel 743, il duca dei Bavari Odilone fu costretto a sottomettersi ai maggiordomi di palazzo Pipino il Breve e Carlomanno, figli di Carlo Martello, e a riconoscere la sovranità franca. Sempre più o meno nello stesso periodo la chiesa di Baviera fu organizzata da San Bonifacio e il paese fu diviso in diverse diocesi. È possibile trovare frequenti riferimenti ai vescovi di queste diocesi nella Lex Baiuvariorum. D'altra parte, è noto che il corpus è anteriore al regno del duca Tassilone III (749-788). Pertanto, la data di compilazione deve essere compresa tra il 743 e il 749. Le leggi rimasero in vigore fino al 1180, nel territorio oggi italiano il loro uso è attestato essere stato in vigore in zone dell'Alto Adige.
Molti dei manoscritti esistenti sono di piccolo formato, una chiara indicazione che questi testi venissero utilizzati in occasioni pratiche ed era necessario averli a portata di mano. Il manoscritto più antico risale all'800 circa ed è in possesso della biblioteca dell'Università di Monaco.

## Struttura
La Lex Baiuvariorum tratta principalmente degli atti individuali, delle pene pecuniarie da pagare alla vittima o alla famiglia della vittima del tesoro pubblico. La Lex Baiuvariorum è suddivisa in 23 capitoli. I capitoli 1–6 regolano la legge dei diversi ranghi sociali. I capitoli 7-23 offrono decisioni legali in materia di diritto penale e privato.
- Capitolo I: Protezione della chiesa, dei chierici, del popolo e dei suoi beni, inclusi servi e clienti.
- Capitolo II: Protezione del duca, il suo ufficio e il suo ruolo nelle operazioni militari.
- Capitolo III: Definisce gli Agilolfingi come la principale famiglia nobile da cui vengono scelti i duchi dei Bavari. Le altre famiglie nobili citate esplicitamente sono: gli Huosi, i Trozza (talvolta si scrive anche "Drozza"), ai Fagana, agli Hahiligga, agli Anniona.
- Capitolo IV: La tutela della libertà. La Lex Baiuvariorum effettua una distinzione tra "coloro che sono liberi" e "coloro che sono stati liberati". Le multe per violazione della legge variano a seconda dello stato delle persone coinvolte: libere, liberate e non libere.
- Capitolo VIII: Sulle donne e le loro cause legali più frequenti. Innanzitutto, affronta le multe e i casi di omicidio giustificato da atti di infedeltà femminile, libera o vincolata, e comportamenti adulteri. Risolve anche le multe comminate per la cattiva condotta maschile, libera o vincolata, e le molestie contro le donne.[3]

Per intero, i diversi capitoli sono stati ordinati come segue:
1. sul clero o sulla legge della chiesa
2. sul Duca e le cause legali che lo riguardano
3. sui sessi e sulla loro penitenza
4. sulla libertà, come viene espiata
5. sui liberti, come dovrebbero essere ripagati
6. sui servi, come dovrebbero essere ripagati
7. sul divieto di matrimoni incestuosi
8. sulle donne e le loro cause legali, come spesso accade
9. sul furto
10. sugli incendi dolosi alle case
11. sull'oltraggio
12. sui segnali di confine distrutti
13. sui clienti
14. sugli animali nocivi
15. sulle cose affidate [e prese in prestito]
16. sulle vendite
17. sui testimoni
18. sui combattenti
19. sui morti e su ciò che li riguarda
20. sui cani e la loro punizione
21. su falchi e uccelli
22. su frutteti, boschi e api
23. sui maiali